# 足守地域
足守地域（あしもりちいき）は岡山県岡山市北区西部に位置する広域地区である。かつての吉備郡足守町（あしもりちょう）に相当し、現在の岡山市北区役所足守地域センターが管轄する地域。

## 概要
岡山市中心部から北西に約10km、笹ヶ瀬川支流の足守川沿いに開けた山あいの町である。江戸時代は木下氏足守藩の陣屋町、蘭学者緒方洪庵の出身地で、中心部一帯は足守町並み保存地区に指定されており現在も当時の町並みが残っている。
足守は吉備史跡県立自然公園の一部に属し、文化財や観光資源が点在している。また夏にはホタルが飛び交うことで有名である。
産業として農業があり、米やシイタケ・ゴボウの他、果物の生産が盛んで、岡山県の名産である白桃やマスカット・ピオーネの他にアールスメロンが有名である。特にアールスメロンは、「足守メロン」の名称でブランド化されている。また北部では山野を切り開いて乳牛を中心とした酪農が行われている。

## 地域
足守地域は岡山市北区役所足守地域センター管内の以下の大字が該当する。
足守 下足守 上土田 粟井 大井 上高田 下高田 杉谷 日近 吉 石妻 山上 掛畑 河原 苔山 庄田 西山内 東山内 間倉 真星

## 教育
- 岡山市立足守小学校
- 岡山市立蛍明小学校（2011年4月に大井・福谷・高田の3小学校を統合して発足）[2]
- 岡山市立足守中学校

## 交通

### 鉄道路線
- JR桃太郎線（吉備線） 足守駅（足守と隣接する高松地域に存在する）

### 道路
- 一般国道
  - 国道429号

- 県道
  - 岡山県道71号建部大井線
  - 岡山県道72号岡山賀陽線
  - 岡山県道76号総社三和線
  - 岡山県道271号総社足守線

### バス
- 中鉄バス
- 足守地区生活バス

## 名所・旧跡・観光スポット・祭事・催事

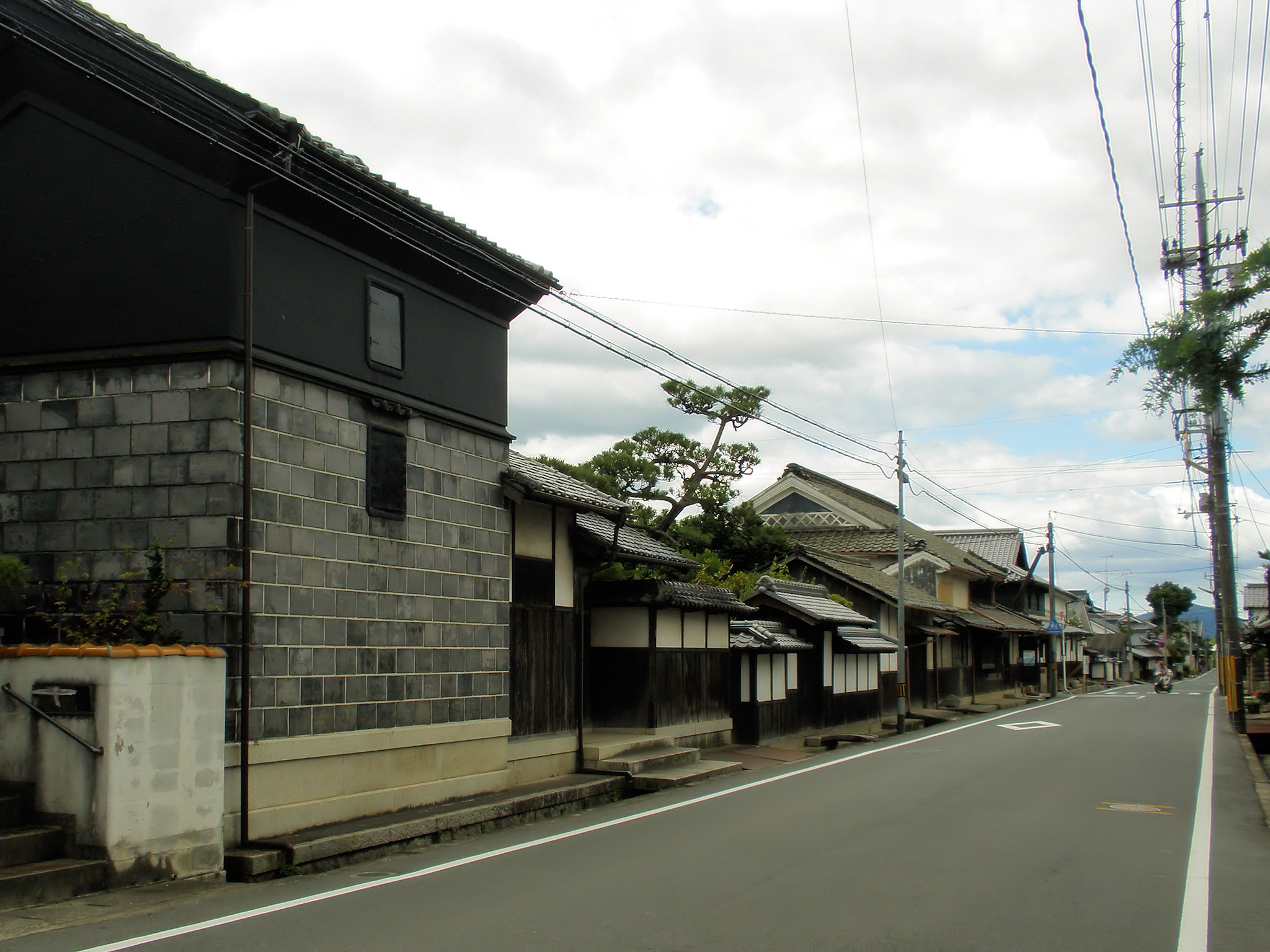
足守の町並み

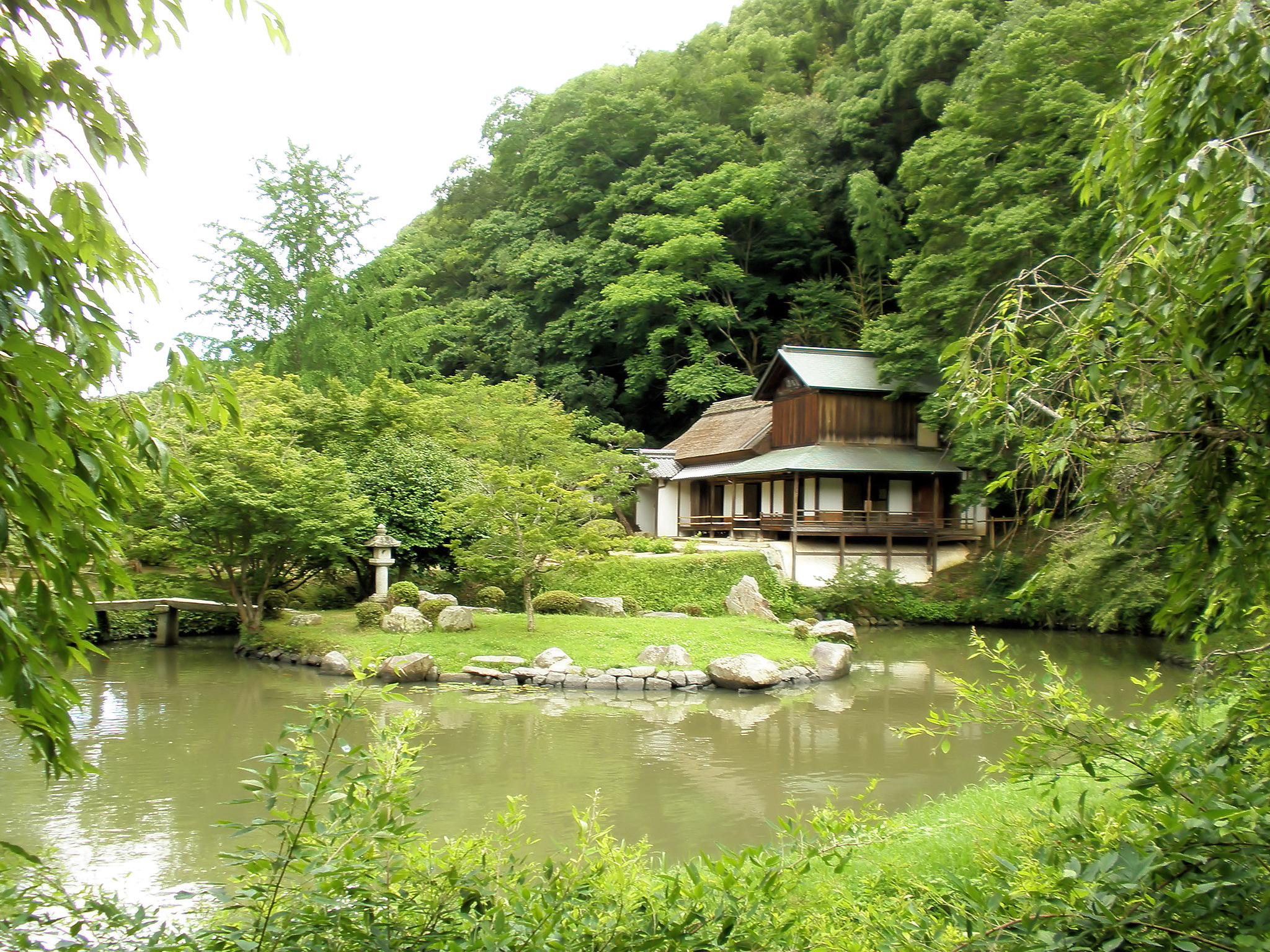
近水園

足守中心部
- 旧陣屋町の町並み
- 足守陣屋
- 近水園・吟風閣・足守文庫
- 緒方洪庵生誕地
- 木下利玄生家
- 大光寺
- 皷神社
- 葦守八幡宮
- 備中足守まちなみ館
- あしもりプラザ
- 足守ホタルの里

その他
- 星神山・星神社
- 黒谷ダム

## 特産品・名物
- 足守メロン